# غونزالو غارسيا (مدرب كرة سلة)
غونزالو غارسيا (بالإسبانية: Gonzalo Eugenio García)‏ هو مدرب كرة سلة أرجنتيني، ولد في 12 مايو 1967 في سان مارتن في الأرجنتين.